# Wereldbeker schaatsen 2009/2010 - Wereldbeker 4
De Wereldbeker schaatsen 2009/2010 Wereldbeker 4 was de vierde race van het Wereldbekerseizoen. De wedstrijd werd gehouden op de Olympic Oval in Calgary, Canada van 4 tot en met 6 december 2009.

## Tijdschema
| Datum      | Lokale tijd | MET   | Onderdeel                                                                             |
| ---------- | ----------- | ----- | ------------------------------------------------------------------------------------- |
| 4 December | 12:30       | 20:30 | 500 m vrouwen 500 m mannen 1500 m mannen 3000 m vrouwen                               |
| 5 December | 12:30       | 20:30 | 500 m vrouwen 500 m mannen 1500 m vrouwen 5000 m mannen                               |
| 6 December | 12:30       | 20:30 | 1000 m vrouwen 1000 m mannen Ploegenachtervolging vrouwen Ploegenachtervolging mannen |

## Podia

### Mannen
| Afstand:             | Goud:                                                | Tijd       | Zilver:                                             | Tijd    | Brons:                                                             | Tijd    |
| 500 m (vrijdag)      | Mika Poutala Finland                                 | 34,38      | Joji Kato Japan                                     | 34,45   | Jamie Gregg Canada                                                 | 34,45   |
| 500 m (zaterdag)     | Lee Kyou-hyuk Zuid-Korea                             | 34,28      | Mika Poutala Finland                                | 34,38   | Tucker Fredricks Verenigde Staten                                  | 34,50   |
| 1000 m               | Shani Davis Verenigde Staten                         | 1.06,91 BR | Lee Kyou-hyuk Zuid-Korea                            | 1.07,61 | Denny Morrison Canada                                              | 1.07,77 |
| 1500 m               | Chad Hedrick Verenigde Staten                        | 1.42,14    | Shani Davis Verenigde Staten                        | 1.42,19 | Denny Morrison Canada                                              | 1.42,74 |
| 5000 m               | Sven Kramer Nederland                                | 6.11,11    | Ivan Skobrev Rusland                                | 6.13,19 | Bob de Jong Nederland                                              | 6.13,80 |
| Ploegenachtervolging | Nederland Sven Kramer Carl Verheijen Jan Blokhuijsen | 3.38,05    | Canada Denny Morrison Lucas Makowsky Mathieu Giroux | 3.39,17 | Noorwegen Håvard Bøkko Sverre Lunde Pedersen Fredrik van der Horst | 3.41,59 |

### Vrouwen
| Afstand:             | Goud:                                                       | Tijd       | Zilver:                                        | Tijd    | Brons:                                                      | Tijd    |
| 500 m (vrijdag)      | Jenny Wolf Duitsland                                        | 37,33      | Lee Sang-hwa Zuid-Korea                        | 37,34   | Wang Beixing China                                          | 37,35   |
| 500 m (zaterdag)     | Jenny Wolf Duitsland                                        | 37,21      | Wang Beixing China                             | 37,60   | Lee Sang-hwa Zuid-Korea                                     | 37,64   |
| 1000 m               | Christine Nesbitt Canada                                    | 1.14,03    | Annette Gerritsen Nederland                    | 1.14,48 | Monique Angermüller Duitsland                               | 1.14,68 |
| 1500 m               | Kristina Groves Canada                                      | 1.54,35    | Christine Nesbitt Canada                       | 1.54,43 | Elma de Vries Nederland                                     | 1.54,55 |
| 3000 m               | Stephanie Beckert Duitsland                                 | 3.56,80    | Martina Sáblíková Tsjechië                     | 3.56,83 | Daniela Anschütz Duitsland                                  | 3.58,07 |
| Ploegenachtervolging | Canada Kristina Groves Christine Nesbitt Brittany Schussler | 2.55,79 WR | Japan Masako Hozumi Maki Tabata Shiho Ishizawa | 2.59,79 | Duitsland Isabell Ost Stephanie Beckert Katrin Mattscherodt | 3.00,25 |